# Andrzej Podczaszy

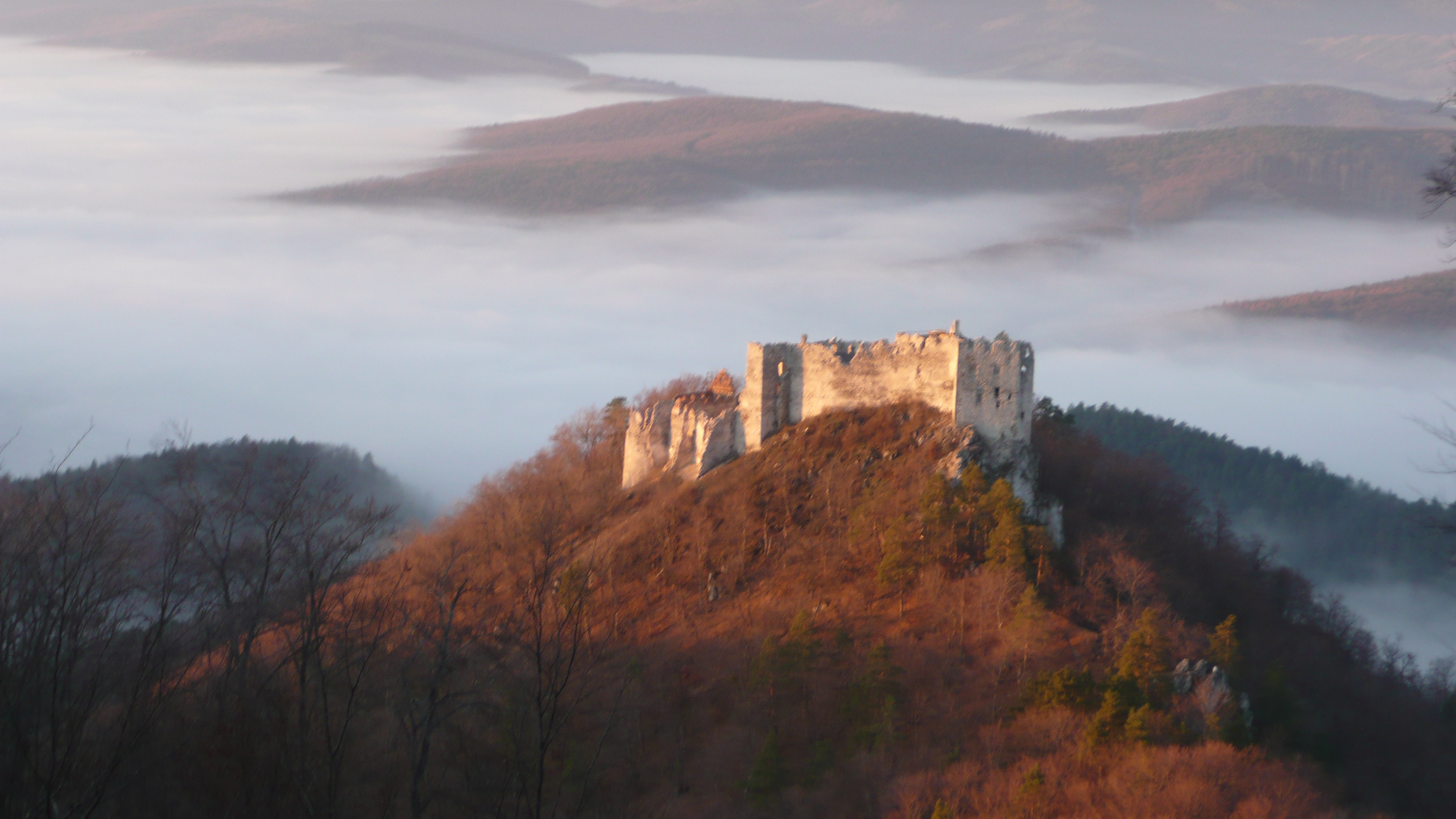
Ruiny zamku Uhrovec.

Andrzej Podczaszy z Małego Ściborza herbu Ostoja (zm. przed 1404) – wiceżupan i kasztelan trenczyński, podczaszy gniewkowski (lub inowrocławski), baron węgierski, pan na zamkach Plavec i Uhrovec.

## Życiorys
Był synem Mościca ze Ściborza, wojewody gniewkowskiego, bratem Ścibora ze Ściborzyc. Pomimo że był Polakiem, występował razem z bratem przeciwko królowi Władysławowi Jagielle, służąc Zygmuntowi Luksemburczykowi. Nie brał udziału w bitwie pod Grunwaldem 1410, ale nie działał również na niekorzyść Polski. Drugi brat Andrzeja, Mikołaj Bydgoski, również dołączył do rodziny na Węgrzech trzymając jednak kasztelanię bydgoską w Polsce. Andrzej Podczaszy miał dwóch synów, Mościca i Ścibora, biskupa egierskiego.